# 高塚猛
高塚 猛（こうつか たけし、1947年 - 2017年8月27日）は、日本の実業家、プロ野球球団経営者。東京都台東区浅草出身。
ダイエーによるいわゆる「福岡3点事業」（福岡ダイエーホークス、福岡ドーム、ホークスタウン）の経営責任者で、福岡ダイエーホークス代表取締役社長・オーナー代行のほか、ダイヤモンド社代表取締役社長などを歴任した。盛岡のホテル再建などでダイエーの中内功に手腕を見込まれ、福岡着任後1年半で42億円の営業赤字を33億円の黒字に転換させるなどして「平成の再建請負人」と言われたが、女性社員への常習的なセクシャルハラスメントなどが問題となり強制わいせつ罪で有罪判決を受け失脚した。
　

## 来歴・人物
東京都立一橋高等学校卒業後、1965年リクルートに入社。リクルート時代は、22歳で福岡営業所（現・九州支社）の所長に抜擢され頭角を現し、24歳で大阪支社営業課長、就職情報事業部次長や住宅情報事業部次長を歴任し、29歳でリクルートが経営再建を引き受けた岩手観光ホテル（現・岩手ホテル＆リゾート）の取締役総支配人に就任した。
岩手県内にあるダイエー関連ホテルの経営再建に成功した手腕を買われ、20世紀末に親会社のダイエーに出向。1999年より出向先のホークス球団、福岡ドーム、ホークスタウン（シーホークホテル&リゾート、ホークスタウンモールなど）の再建に乗り出した。福岡ダイエーホークスでは1999年まで球団代表を、2000年以降は球団社長を歴任。またダイエーグループ外でも、岩手県の株式会社真珠苑の取締役会長、同じく岩手県の株式会社STモータースクールの代表取締役会長、ダイヤモンド社の代表取締役社長などを務めた。2004年5月19日には、国土交通省によって「観光カリスマ」の一人に選ばれた（その後辞退）。
2002年に出版した中谷彰宏との共著『抱擁力―なぜあの人には「初対面のキス」を許すのか』で高塚は自分の気に入った異性に躊躇なくキスする習慣があり、通常ならセクシャルハラスメントになるところ彼はそうとはならないことや、出張でいつも添乗員に声をかけたり、太ももは奥から手前へ撫でるといった話が記されていた。だが2004年9月、女性社員に対するセクハラや不明朗な経営などによりコロニー・キャピタル主導のホークスタウン経営陣により同社長を解任され、翌10月に出版業ダイヤモンド社社長も退任。同月25日、強制わいせつで逮捕された。容疑は同年4月、ホークスタウン社内で研修中に多くの他の社員が見ている中で女性社員を抱き寄せて無理矢理キスなどをしたことによる。同年11月15日、別件の女性社員への強制わいせつで逮捕。容疑は2001年8月、ダイエーホークスのキャンプで訪れた高知県高知市のホテルで女性社員を押し倒したものと同年11月、ホークスタウン社内で女性社員の肩を抱き寄せるなどしたこと。高塚はホークスタウン社長になってからセクハラを始めたとされ、被害者は報復人事を恐れて言い出せず、同月時点で十数件のセクハラ被害の相談が福岡県警に寄せられ、高塚は解任後に問題の行為をコミュニケーションだとし、警察の取り調べでも同じ供述をしていたが、刑事訴追され、「社会の秩序を乱した最も許しがたい犯罪」として懲役3年、執行猶予5年の有罪判決を受けた。
ダイエーを離れて以降は盛岡市に戻り、終生過ごす。持病の糖尿病が進行した後、2013年1月に脳梗塞を発症、寝たきりとなり、2017年8月27日、慢性腎不全のため死去した。70歳没。

## ホークス球団における業績と自身の凋落
1989年の福岡移転以来、パ・リーグでは上位の観客動員数を誇っていたホークスだったが、平日などは空席が目立つ状態であった。
球界の寝業師と称される辣腕から1999年1月に社長に就任するも、同年4月30日に急逝した根本陸夫の後を襲う形で、多額の有利子負債を抱える3点事業の再建を託された高塚は、これまでの経営方針を一新し、全国区の企業展開という観点からこれまで親会社及び球団が消極的だった、地元福岡に密着した経営戦略に転換し、ホークスの名前を広めることがより得策であるという視点から、ロゴマークの著作権フリーという手法に取組んだ。
さらに、松中信彦、城島健司といった九州出身のスター選手が育ち、チームの成績が上昇してきたこともあって、九州出身選手が中心となったチームを前面に打ち出したPRを展開し、福岡ドームに多くの観客を呼ぶことに成功した。福岡ドームや隣接施設建築により生じた44億円の赤字を抱えていた3点事業を、15億円の黒字に転換することに成功したことにより、高塚の名は「平成の再建請負人」として知れ渡るようになった。
その他、二軍戦もビジネスになると考えた高塚は、2001年に「二軍戦を福岡ドームで行う」と宣言。大々的に宣伝し、「二軍選手を超満員の観客の中でプレーさせてあげて、皆さんの力で彼らを伸ばしてあげてください」とファンにアピールし、RKB毎日放送での中継の実施や、当時の公式発表で30,000人を超える観客を動員するなど、一定の成果をおさめた。
また、バラエティ番組から経済トーク番組まで至るまで、在福テレビ局の番組に積極的に姿を見せ、限られた予算の中でも多くのファンを獲得するため営業面では陣頭指揮をとった。ロゴマークのフリー使用可に絡めて、地元福岡県の飲食店などに無料でステッカーを配って、それぞれの店舗で「ホークスが勝ったらキャンペーンを行って欲しい」と懇願するなど、球団人気の向上に尽力した。
一方でスポーツチームに対しての理解が浅い面が見受けられ、経費節減を目論んで球団代表時代の1999年に日本シリーズMVPを獲得するなど、キャプテンとして日本一に貢献した秋山幸二を減俸し、工藤公康との交渉の際に「君の登板である火曜日には観客の入りが悪い。このスケジュールは君の家族サービスを考慮に入れたものなのだ」と言い放ち、これに工藤が不信感を持ち「出ていくしかないのかな?」と発言。FA移籍を決定的なものにしたと報じられた（火曜日の登板には日曜日に調整のピッチングが必要となり、高塚の言い分はそれを全く考慮していないものである。また、王からは「週の始めが肝心なのだ」と言われており、工藤はそれに意気を感じて投げていたが、それを否定された形となる）。一方で2000年シーズン開始前に球団代表より球団社長へと昇格した。
球団社長就任後も、2002年オフには、FA権を取得した若田部健一にも、権利を行使した上での残留を拒否している。
その後の2003年、チームの顔である小久保裕紀の巨人への無償トレードが、高塚の意向であると大きく報じられた（いわゆる「小久保事件」）。右ひざの大怪我で2003年シーズンは出場出来なかった小久保だが、チームリーダーでスター選手だった小久保の突然の無償トレードが優勝パレード翌日に発表されたことは、歓喜に沸くファン・選手にまさに冷や水を浴びせる恰好となり、選手達は予定されていた優勝旅行をボイコットした（小久保はソフトバンク買収後の2007年に、FAでホークスに復帰している）。
これは高塚が、プレー中の選手にサインボールを強要したり、部外者である一般の女性をベンチに入れて選手とハイタッチさせたりしたことについて、小久保に苦言を呈された事による報復とされている。また小久保は、オープン戦で大怪我を負ったことから公傷を主張したが、球団指定の病院での治療でないと球団は治療費を負担しないと主張する高塚と、アメリカでの治療を決断した小久保が対立し、結果、小久保は治療費2000万円を自費で支払った。この出来事などについてはスポーツニッポンの連載企画「激震ダイエー」で記事になったが、高塚は新聞社に対しても報復を行い、結果的にホークスタウンの売店からスポーツニッポンが撤去されることとなった。なお、高塚は小久保に対し「2億円の不良債権」とまで言い放ち、自由契約にしようと考えていたとされる。
2004年9月に、ホークス球団を除く福岡3点事業はコロニー・キャピタル傘下となった。高塚は当初、役職に留まることになっていたが、親会社のダイエーに無断でダイヤモンド社の社長に就任していたこと、ホークスタウンで高塚の書籍1万冊を「営業用消耗品」として購入させていたことなど、様々な独断行為と不祥事、さらには公私混同ぶり（正確には企業の私物化）が発覚したため、運営会社社長を解任され、当時の親会社ダイエーの社長高木邦夫にも遺憾の意を示された。
高塚はダイエー本社側に対決姿勢を示したものの、翌10月に、女性社員への強制わいせつが発覚して刑事訴追され、この結果、ダイエーグループから失脚した。
井口資仁は2003年11月、ダイエーのオーナーかその代行が交代した場合、自由契約になれるかどうか選ぶ権利は井口自身にあるとする文言のある覚書を高塚と交わしており、球団も法的に有効だとして引き留めることはできないとなり、井口はメジャーリーグ挑戦が可能となった。2005年から、親会社がソフトバンクグループに変わり、福岡ソフトバンクホークスとなるが、親会社が変わってから、2007年に小久保はホークスに復帰して引退まで在籍し、2021年シーズンから1軍ヘッドコーチ、2022年二軍監督、2024年シーズンから一軍監督としてチームに在籍しており、工藤も2015年から2021年まで監督を務めて、5度の日本一を達成するなど、現在はコーチとしてチームに在籍している若田部を含め、高塚と確執があってチームを去った選手達は親会社移行後に何らかの形で復帰している。

## 著書
- 『高塚猛と北川正恭の革命論』　致知出版社、2002年5月、ISBN 4-88474-622-8
- 『抱擁力―なぜあの人には「初対面のキス」を許すのか』　中谷彰宏との共著、経済界、2002年9月、ISBN 4-76678-248-8